# Nigel Worthington
Nigel Worthington (Ballymena, 1961. november 4.  – ) északír válogatott labdarúgó.

## Pályafutása

### Klubcsapatban
1979 és 1981 között a Ballymena United csapatában játszott. 1981 és 1984 között a Notts County játékosa volt. 1984-től 1994-ig a Sheffield Wednesday színeiben 338 mérkőzésen lépett pályára és 12 alkalommal volt eredményes. 1994 és 1996 között a Leeds Unitedben, 1996–97-ben a Stoke Cityben, 1997–98-ban a Blackpoolban játszott. 

### A válogatottban
1984 és 1997 között 66 alkalommal szerepelt az északír válogatottban. Részt vett az 1986-os világbajnokságon.

### Edzőként
1997 és 1999 között a Blackpoolt irányította játékosedzőként majd edzőként. 2000 és 2006 között a Norwich City vezetőedzője volt. 2007-ben megbízott edzőként a Leicester City edzette. 2007-ben kinevezték az észak ír válogatott szövetségi kapitányi posztjára. A 2010-es világbajnokságra nem sikerült kijuttatnia a válogatottat és a 2012-es Európa-bajnokság selejtezőiben is gyengébben teljesíttettek a vártnál, ezért 2011 októberében lemondott. A 2013–14-es idényben a York City vezetőedzője volt.

## Sikerei, díjai
Ballymena United
- Északír kupagyőztes (1): 1980–81